# Jiantang
Jiantang (en chino, 建塘; pinyin, Jiàntáng; en tibetano, རྒྱལ་ཐང; pinyin tibetano; Gyaitang, wylie, rgyal thang) es un poblado de la ciudad de Shangri-La bajo la administración directa de la prefectura autónoma de Dêqên. Se ubica al norte de la provincia de Yunnan, sur de la República Popular China. Su área es de 1454 km² y su población total para 2017 fue +50 mil habitantes. Este poblado es asiento de los poderes locales, así como de la ciudad-región de Dêqên.

## Toponimia
Jiantang (建塘) es la transliteración al chino de Gyaitang (རྒྱལ་ཐང) que en tibetano significa "llanura real".[cita requerida]

## Administración
El poblado de Jiantang se divide en 10 localidades que se administran en 7 comunidadades y 3 aldeas